# Jadranska pivovara
Jadranska pivovara ime je za hrvatsku tvrtku koja ima sjedište u Splitu, i koja je osnovana 1970. godine. Osnovni proizvodi su proizvodnja piva, alkoholnih i bezlakoholnih pića.

## Vanjske poveznice
- Službene stranice Jadranske pivovare  Arhivirana inačica izvorne stranice od 26. travnja 2011. (Wayback Machine)
- Kontaktni podaci za Jadransku pivovaru